# Душ полковника
«Душ полковника» (фр. La douche de colonel, 1902) — французский немой короткометражный художественный фильм Жоржа Мельеса.

## Сюжет
Полковник проводит построение прямо под лесами, на которых рабочие моют стен. Много мелких деталей — солдаты, полковник, рабочие.

## Художественные особенности
«…Речь идет, как и у других фирм, о маленьких анекдотических сценках, которые поставлены весьма несложно, темы заимствованы из юмористических журналов и календарей. Мы знаем всего лишь названия этих лент. Сохранилась фотография только одного инсценированного военного анекдота „Душ полковника“, снятого в 1901 году…» (Жорж Садуль)